# 藤田無線

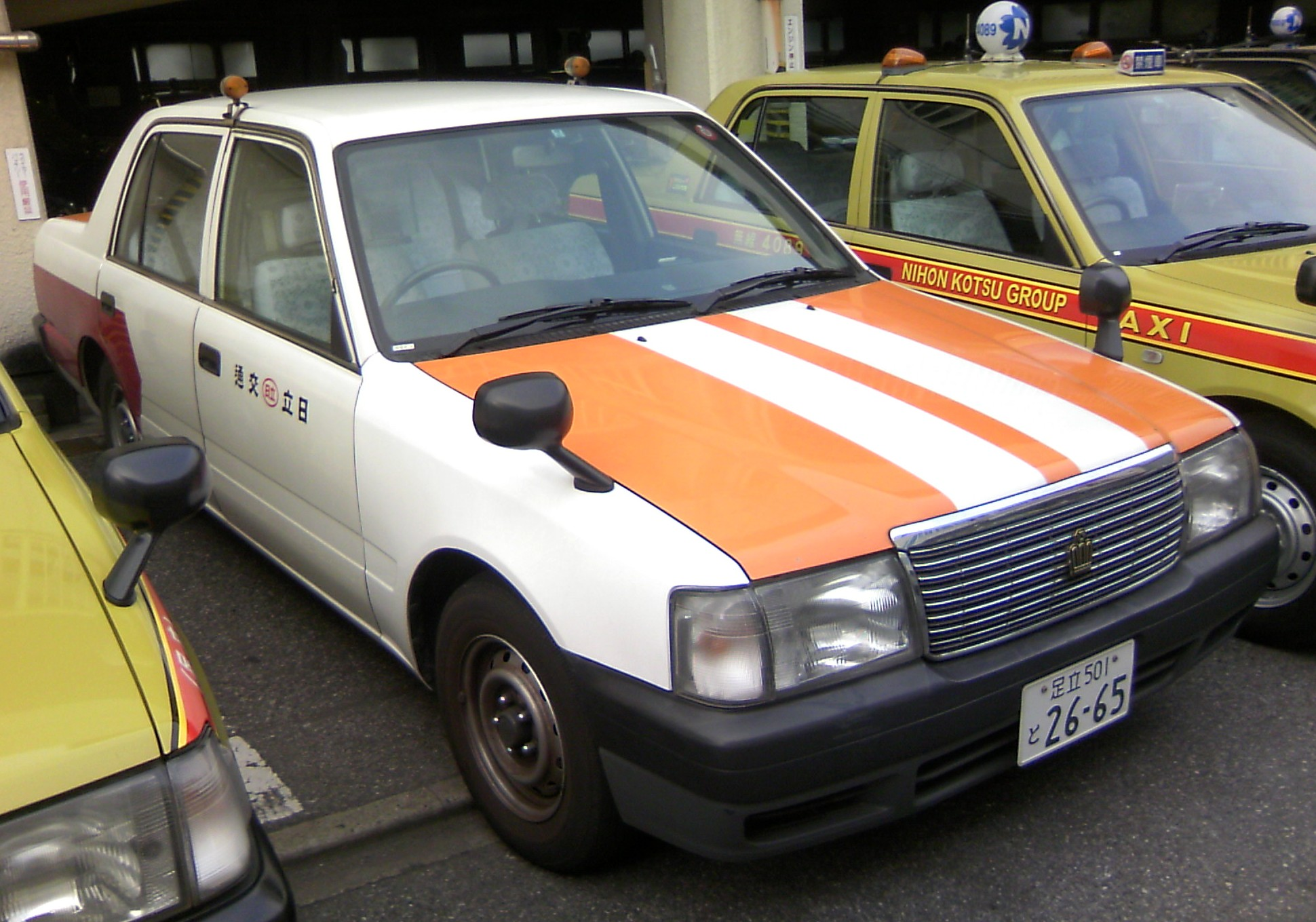
日立自動車交通のクラウンコンフォート旧藤田無線色

藤田無線 （ふじたむせん） グループとは、かつて東京都23特別区と武蔵野市、三鷹市を営業区域としていたタクシー会社無線共同体である。元々は藤田観光自動車を中心としていたが、1995年（平成7年）に同社は国際自動車に吸収合併され、残った三社（春駒交通・日立自動車交通・ライオン交通）のみで構成された。本拠地は葛飾区金町にあった。
2005年（平成17年）7月11日、日本交通と業務提携（事業者単位）。2006年（平成18年）1月、東京私鉄自動車協同組合（現・私鉄協同無線センター）との間で締結していたチケット兌換協定を解除。2月いっぱいをもって無線協組解散。業務提携により全て東京4社カラーとなっており、行灯も日本交通のものに換装された。
その後、2015年（平成27年）3月18日に日立自動車交通第二・日立自動車交通第三の親会社である日立自動車交通も日本交通と業務提携。2019年（平成31年）1月になり春駒交通は日本交通にタクシー事業の営業権を譲渡し、同名で都内のタクシー事業と菅生パーキングエリア下り線の営業をする二社に分割。11月16日にそのうち前者の練馬営業所が同じく日本交通グループの日交練馬に統合された。また同年8月26日にライオン交通が国際自動車に買収され、11月18日に国際自動車仕様で営業開始、その後2020年（令和2年）9月18日に国際自動車の再編によって国際自動車（T2）に取り込まれる形で消滅した。

## 解散当時の加盟事業者
- 春駒交通（北区浮間）
- 日立自動車交通第二（足立区綾瀬）
- 日立自動車交通第三（葛飾区金町）
- ライオン交通 （葛飾区青戸）